# Bilbao villamosvonal-hálózata
Bilbao villamosvonal-hálózata (spanyolul: Tranvía de Bilbao) egy 5,57 km hosszúságú, 1000 mm-es nyomtávolságú vonalból álló villamoshálózat Spanyolországban, Bilbao városában. A 12 megállót tartalmazó villamosüzem 2002. december 18-án nyílt meg. Az áramellátás felsővezetékről történik, a feszültség 650 V egyenáram. A vonalon 8 CAF Urbos 1 sorozatú villamos közlekedik.
A Bilbao villamos, vagy más néven az A vonal () tizenkét megállót szolgál ki, amelyek közül több összeköttetésekkel rendelkezik a Bilbao metróval, az EuskoTren vagy a Cercanías Bilbao elővárosi vasúthálózattal. Létrehozása azért volt szükséges, hogy villamos szolgálhassa ki azokat a városrészeket, amelyek nem rendelkeznek a metró- vagy Cercanías állomásokkal. A villamos vonala ezen kívül fontos turisztikai és kulturális helyeken halad át, érinti például a Bilbaoi Guggenheim Múzeumot.

## Története
Az EuskoTran márka a bilbaói vasúti szolgáltatások fejlesztésére, valamint a Bilbao metró és a Cercanías Bilbao kibővítése céljából jött létre. 15 évig tartó tanulmányok és kutatások kellettek ahhoz, hogy átgondolják, villamos vagy föld alatti light rail épüljön a városban.
A vonal első szakaszának építése 1999 májusában kezdődött. Az első hat állomást 2002. december 18-án nyitotta meg Juan José Ibarretxe, Baszkföld akkori Lehendakarija. 2003 és 2004 között négy új állomás nyílt.
2008-ban javaslatot terjesztettek elő a vonal további három állomással történő bővítésére. 2010-ben megkezdték a három állomás közül kettőnek az építését (az utolsót végül elvetették).

## Képek

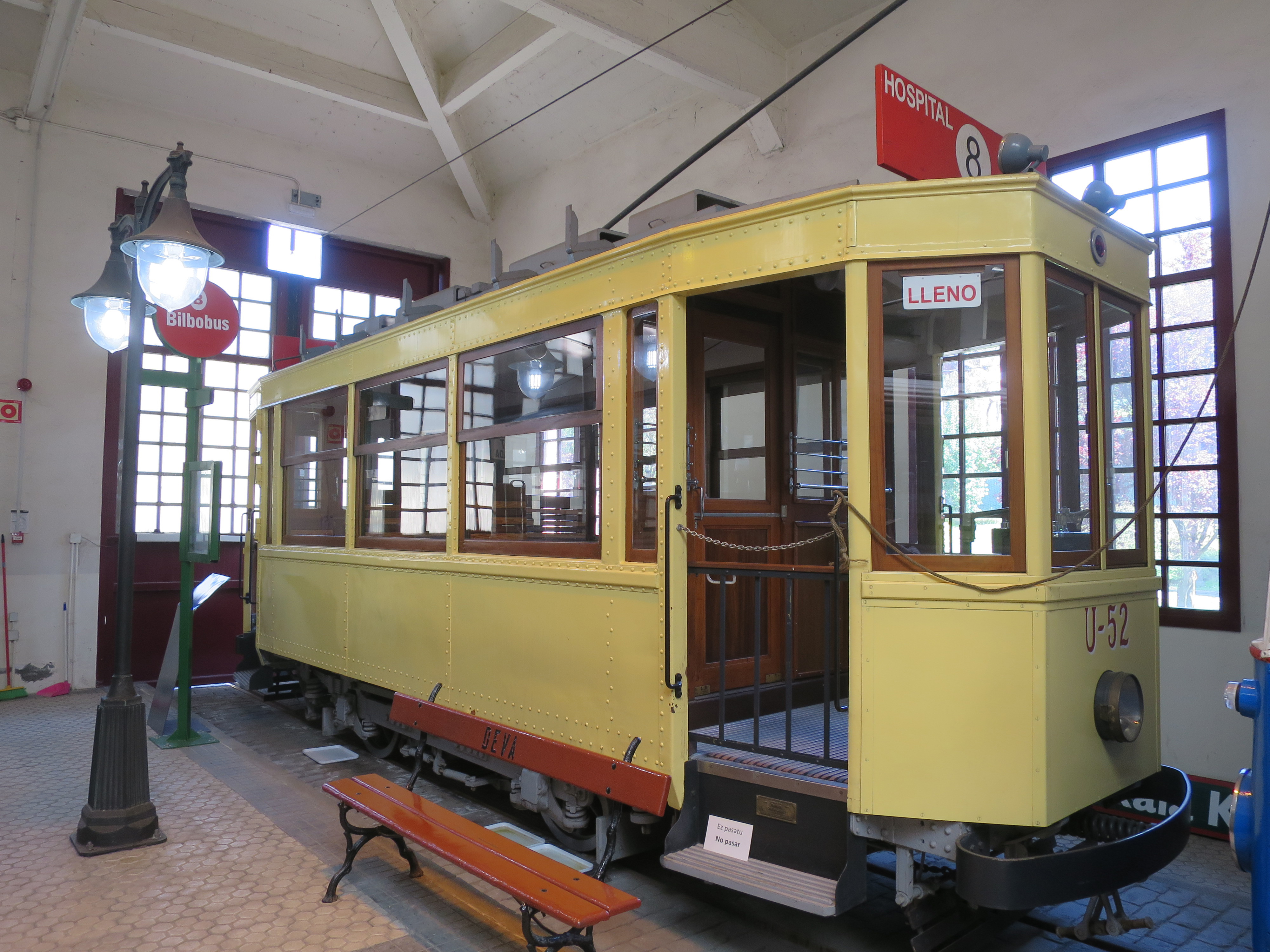
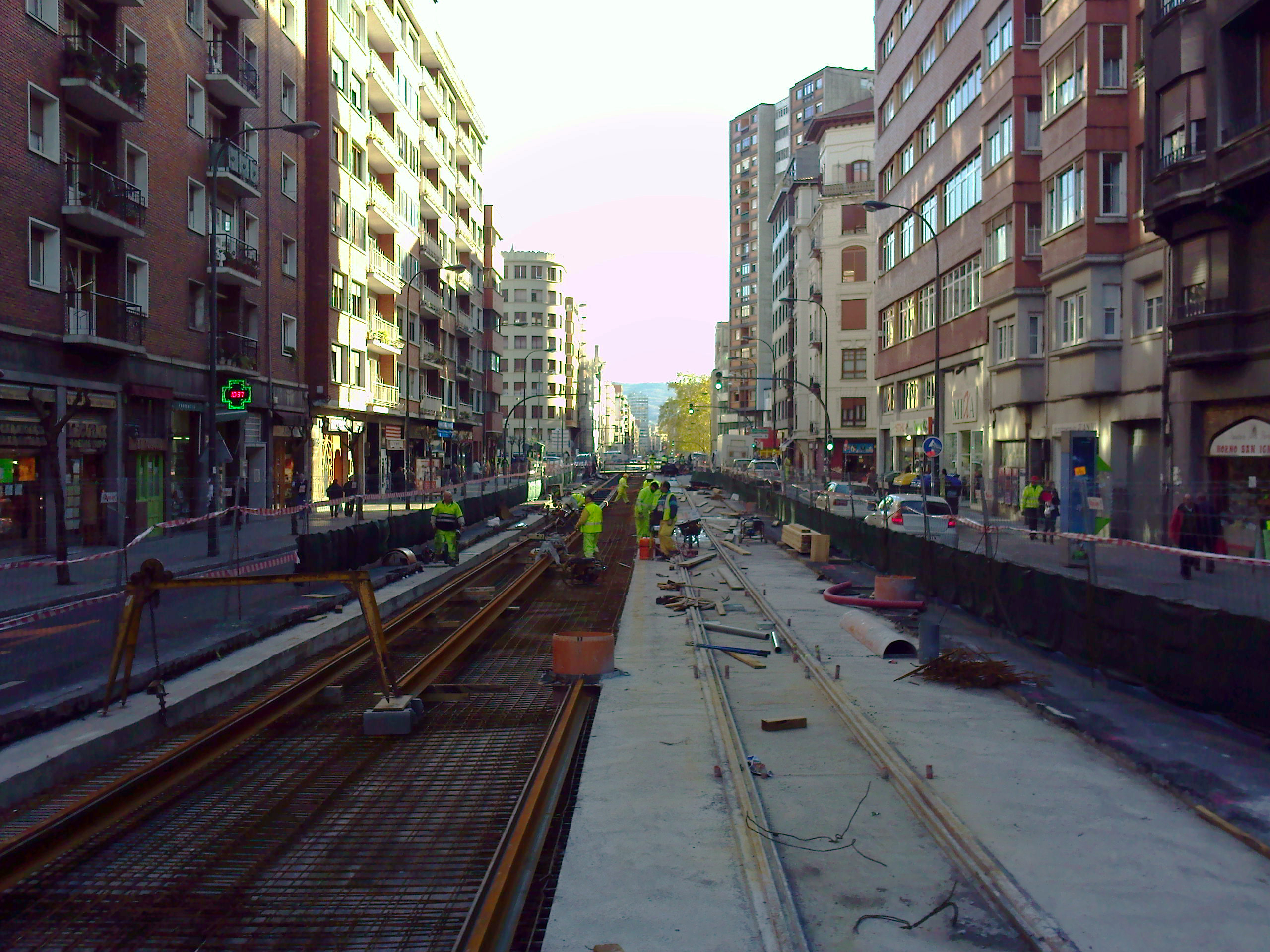
A villamospálya építése
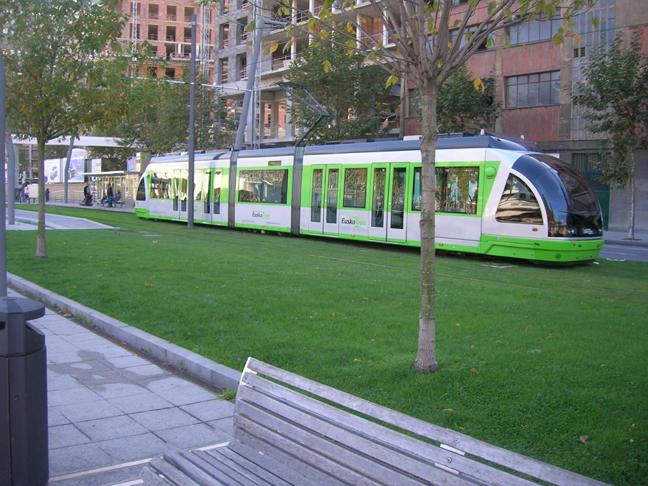
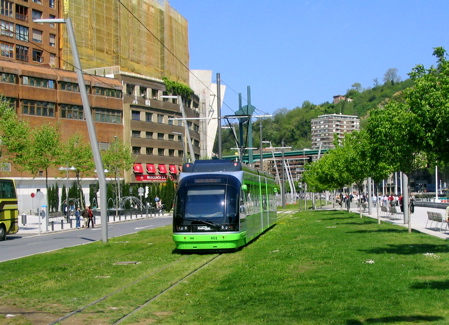
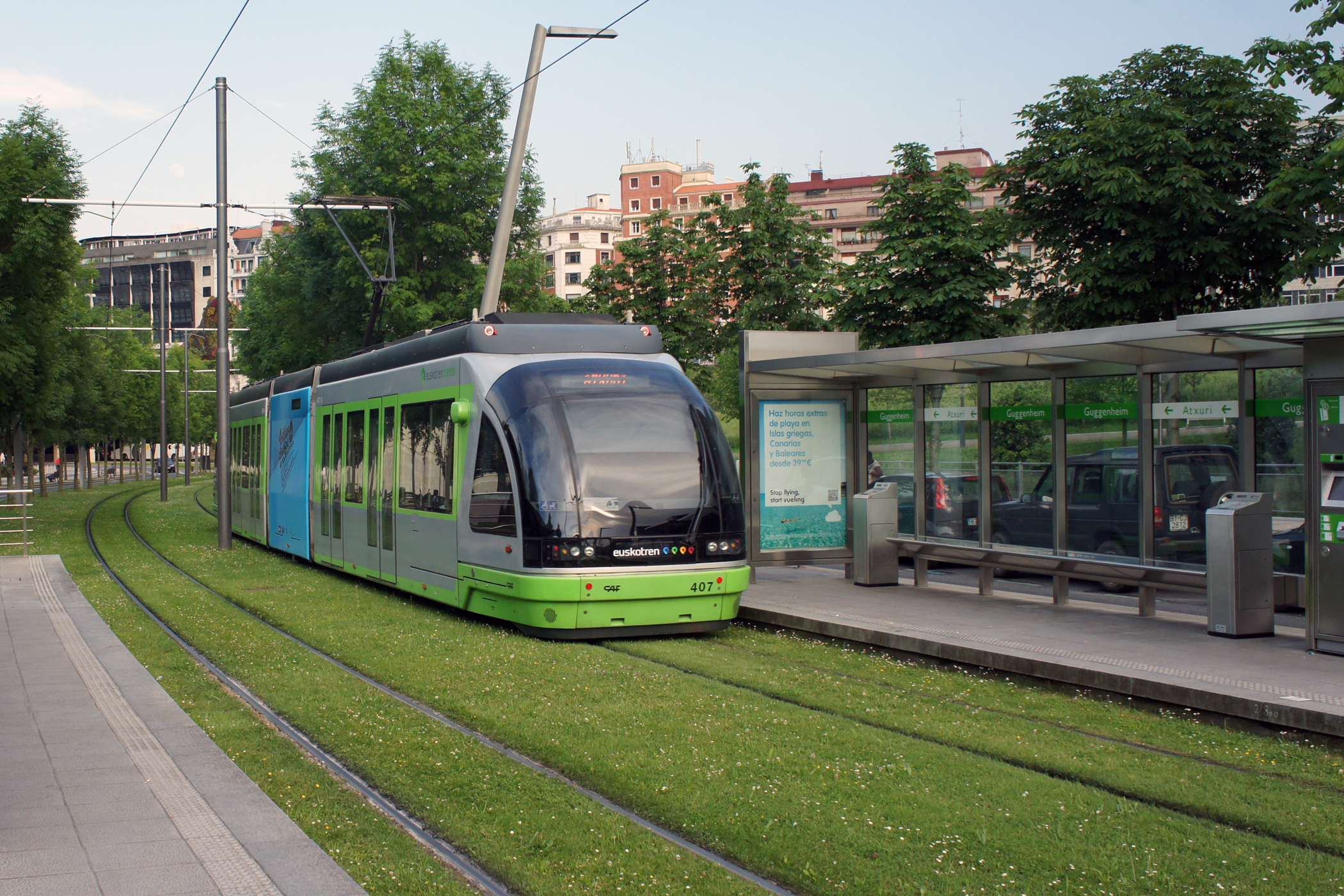
Füvesített villamospálya és villamosmegálló